# Chaunanthus petiolatus
Chaunanthus petiolatus là một loài thực vật có hoa trong họ Cải. Loài này được (Hemsl.) O.E.Schulz mô tả khoa học đầu tiên năm 1924.